# Taipei 101
Taipei 101 (kinesko: 台北101 (一零一)) je drugi neboder po visini u svjetu odmah poslije Burj Dubaija. Taipei 101 smještem je u glavnom gradu Tajvana u Taipeiu. Dizajniran je od strane C.Y. Leeja i njegovih partnera. Dobitnik je velike nagrade "Emporis Skyscraper Award" za najljepšu i najnevjerojatniju građevinu 2004. godine.
Smješten je u novih sedam svjetskih čuda i sedam čuda inženjerstva 2006. godine. Neboder ima 101 kat i izgrađen je u staro-azijskom stilu. Napravljen je tako da ga tamošnji tajfuni i potresi nemogu srušiti. Sam neboder visok je 449.2 m ali s antenom se penje na 509.2 metra što ga ćini jednim od najviših nebodera na svijetu.
Ime Taipei 101 dobio je po prvom imenu glavnog grada i grada u kojem je smješten, a drugo ime odnosno broj 101 se podudara u dva značenja, jedno je broj katova koliko Taipei ima (101), a drugo je ulica u kojoj se nalazi a to je 101 ulica.
U vlasništvu je tvrtke "Taipei Financial Center Corporation" a njime upravlja američka tvrtka smještena u Chicagu "International division of Urban Retail Properties Corporation". Originalno ime Taipeia 101 trebalo je biti Taipei World Financial Center, ali su se vlasnici ipak odlučili za jednostavnije ime.

## Visina
Pogledaj još: Popis najviših nebodera svijeta
- Taipei 101 je neboder koji se prostire na 101 kat i postoje još 5 katova, koji su ispod same zgrade.
- Od 2004. godine Taipei 101 bio je najviši neboder, dok ga 2007. godine nije prešao Burj Dubai iz UAE.
- Bio je i najviši od poda do krova (449.2 m), koji je držao čikaški Sears Tower (442 m) dok ga nije prešao Burj Dubai.
- Na staru godinu se na Taipei postavlja najveći sat, koji odbrojava vrijeme do Nove godine.
- Na Taipeiu postoji najveći uređaj za praćenje Sunca.
- Najbrže dizalo koje se uspinje pri brzini od 60 km/h.
- Svojom izgradnjom postao je prvi neboder, koji je prešao granicu od pola kilometra (509.2 m).

## Konstrukcija
Taipei 101 je napravljen tako da je potpuno izoliran od tajfuna i potresa koji mu nemogu ništa i jedan je od najsigurnijih nebodera u svijetu.
Prozori su postavljeni pod kutom da odbijaju žarku svjetlost i preko njih se nemogu probiti opasne UV zrake. Na njegovoj gradnji glavni inženjeri su bili Thornton-Tomasetti Engineers kojima to nije bio prvi veliki projekt, bili su glavni inženjeri na Petronas Twin Towersima u Kuala Lumpuru.
Sam neboder koštao je otprilike 2 milijarde američkih dolara, a zgrada se proteže na 412,500 m2. 61 dizalo vozi neboderom a namjena nebodera je višenamjenska.

## Simbolizam
Sam izgled nebodera podsjeća na staro-azijski stil što već odjekuje simbolu kulture Tajvanaca. Tajvanci su jako ponosni na Taipei 101 jer označava njihovu kultut i snagu u gradnji.
Ispred samog nebodera postavljena je fontana "Feng shui", kugla na vrhu fontane okreće se prema tornju.

## Pogled
Na 89. katu nebodera nalaze se vidikovci iz kojih se vidi cijeli grad Taipei i okolica. Zanimljivo je to što se može vidjeti iz svakog kuta jer su prozori postavljeni 360° u krug.
Do njih dizalom treba samo 37 sekundi što se turistima diljem svijeta sviđa, a otvoren je 12 sati na dan od 10.00 ujutro do 22.00 navečer.

## Galerija
- Taipei noću
- Taipei iznutra.
- Pogled odozdo
- Noću odozdo
- Oblaci iznad Taipeia
- Nova godina u Tajvanu
- Shopping centar u neboderu.

<

## Vanjske poveznice
- Službene stranice  Arhivirana inačica izvorne stranice od 18. studenoga 2018. (Wayback Machine)
- Službene stranice vidikovca  Arhivirana inačica izvorne stranice od 25. studenoga 2012. (Wayback Machine)
- Službe stranice shopping centra u Taipeiu 101  Arhivirana inačica izvorne stranice od 4. lipnja 2013. (Wayback Machine)